# Pointes et aiguille de l'Épéna
L'Épéna est une grande barre rocheuse de 800 m de haut et de trois kilomètres de large. Elle est séparée de la Grande Casse par le col de la Grande Casse. Sa face Nord est la plus reculée du massif de la Vanoise.
L'Épéna est composée de quatre sommets : 
- Aiguille de l'Épéna (3 421 m) ;
- Pointe orientale (3 348 m) ;
- Pointe centrale (3 307 m ;
- Pointe occidentale (3 293 m).

## Histoire
La première ascension a été réalisée le 17 juillet 1900 par Henri Mettrier et ses guides Séraphin Gromier, Joseph-Antoine et Grégoire Favre, en escaladant la face sud-ouest. Pour réaliser cette ascension, ils doivent se résoudre à utiliser des moyens artificiels et se constituent une sorte d'échelle en plantant une dizaine de barres de fer.
La traversée des arêtes est faite par J. Roland et M. Amiez le 26 août 1936 dans le sens ouest est, mais il n'est pas certain qu'elle fut parcourue intégralement. Dans le sens est ouest, la première traversée intégrale a été réalisée par Thomas Roques, Raphaël Benoit, Pierre Gabotto et G. Coubat en septembre 2003.
La face Nord devra attendre l'année 1966 avec l'ascension les 12-13 août de la pointe occidentale par Jean Rod et Bernard Voltoni (pilier nord-nord-ouest). Un mois plus tard, les 10 et 11 septembre c'est à nouveau Jean Rod, avec cette fois Marcel Schneider, qui viendra à bout de la pointe orientale par l'éperon nord-ouest. L'année suivante, le 26 août 1967, l'éperon nord-ouest de l'aiguille est gravi par Pierre-Louis Hofmann et Bernard Voltolini.
La voie Challéat, sur le pilier ouest-nord-ouest de la pointe occidentale, a été ouverte le 8 août 1973 par Olivier Challéat, Jacques Collaer, Robert Guéry et Jacques Ramouillet.
L'invention des techniques modernes de protection permettront de redonner un nouvel intérêt à cette face avec l'ouverture de voies dues notamment à Pierre Chapoutot et Patrick Gabarrou.
Le 10 avril 1999, le skieur extrême Pierre Tardivel accompagné du surfeur Marco Siffredi ouvrirent un itinéraire dans la face sud.

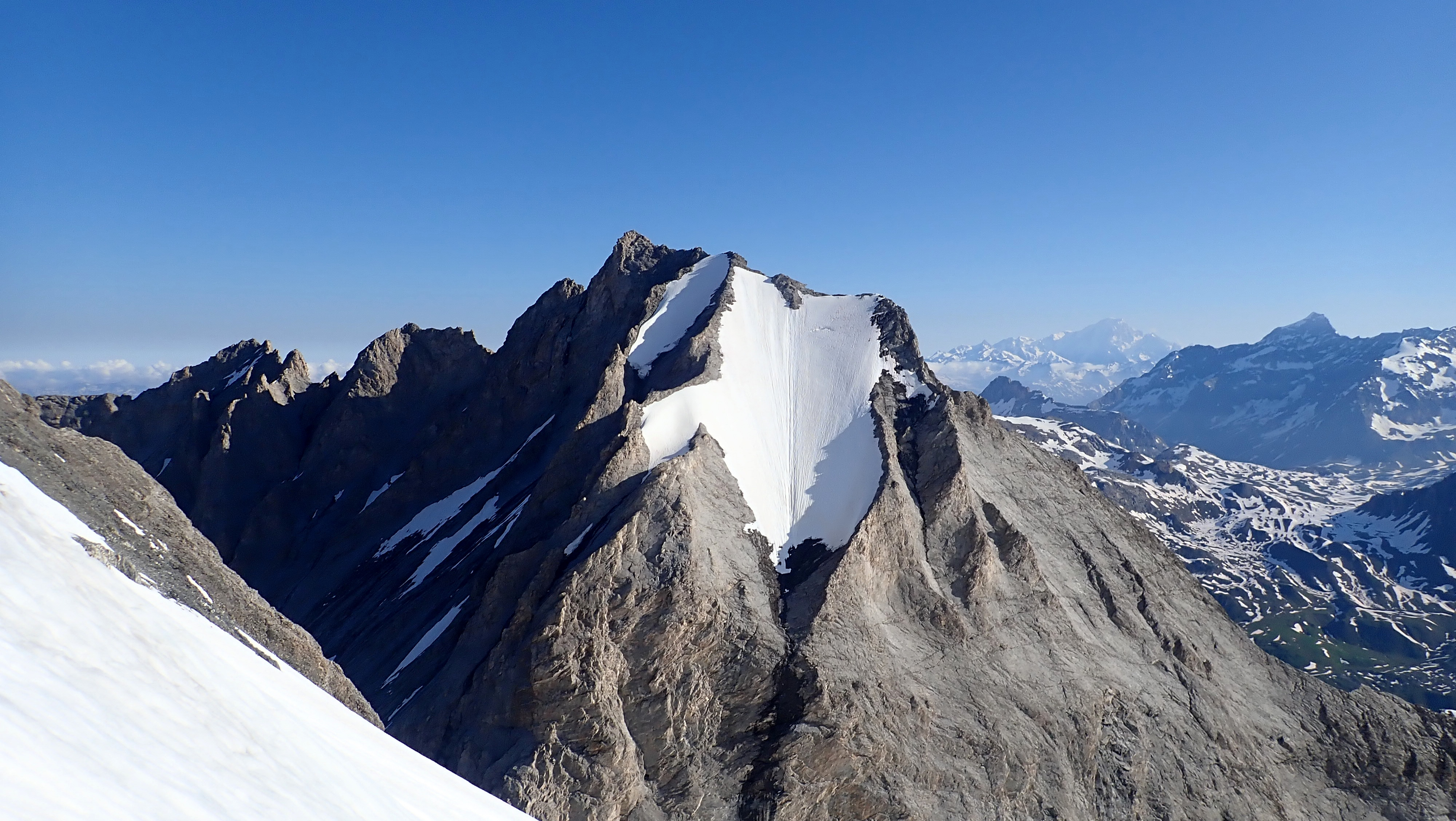
Vue de l'aiguille de l'Épéna depuis la Grande Casse.

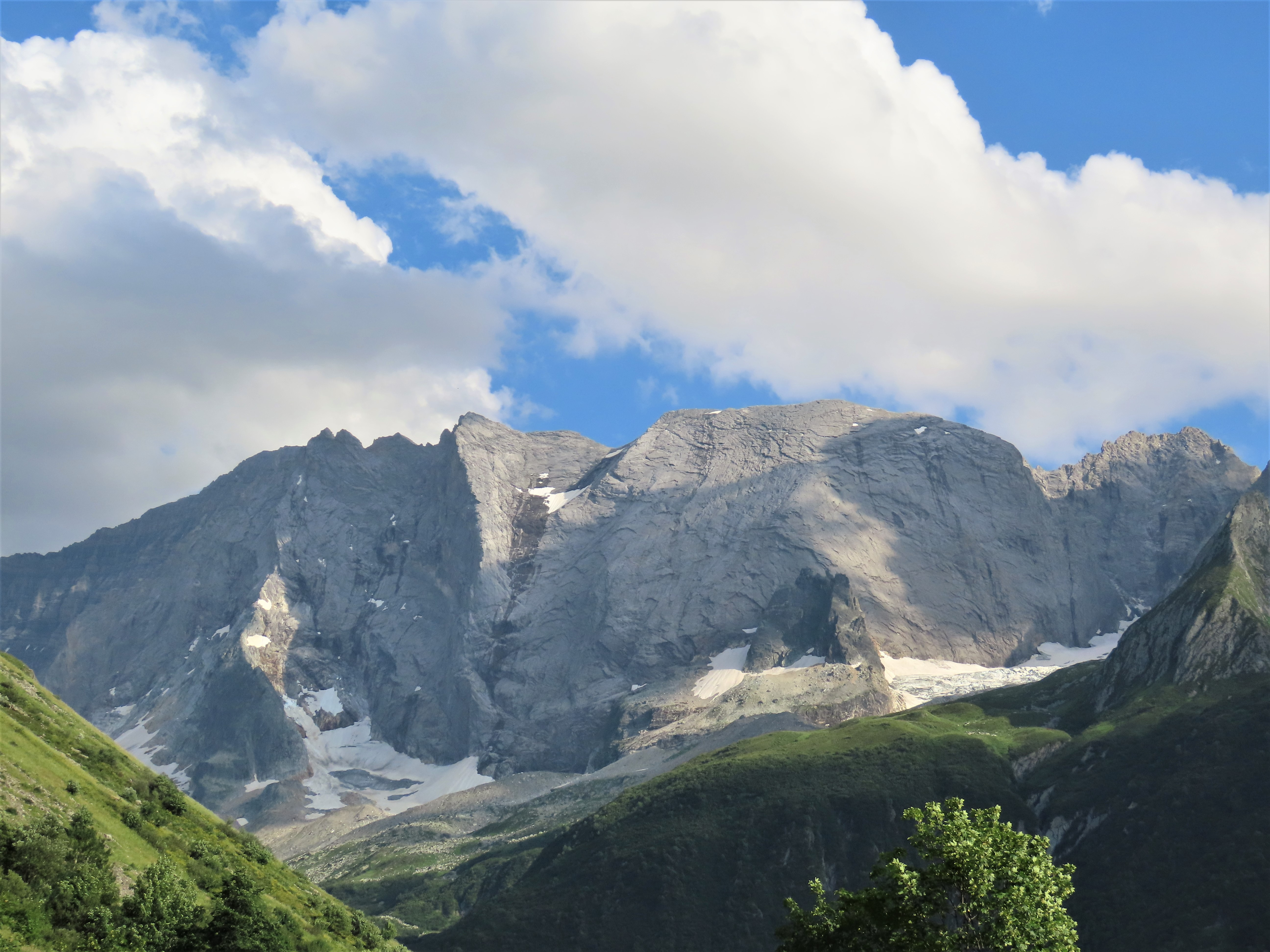
L'aiguille à gauche et les pointes de l'Épéna à sa droite depuis la cascade du Py.

## Voies d'ascension
- Zélix[5]
- L'Abricot magique[6]

### Sommets voisins
- Pointe de la Petite Glière
- Glacier de l'Épéna